# Mikkel Paulson

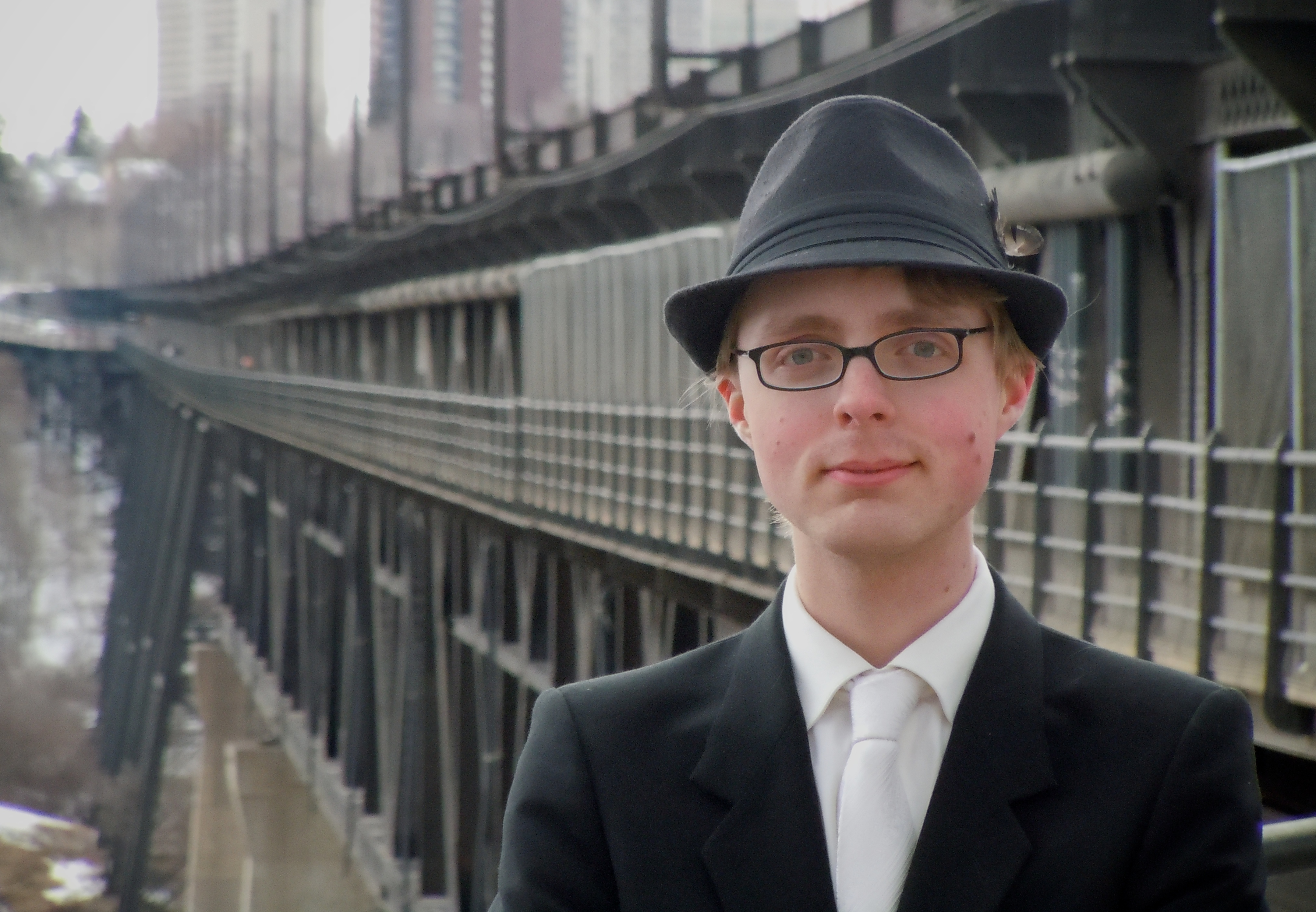
Mikkel Paulson

Mikkel Paulson (* vermutlich 1987 in Edmonton) ist ein kanadischer Politiker und seit September 2010 Vorsitzender der Pirate Party of Canada (PPCA), der kanadischen Piratenpartei. Er übernahm das Amt von Jake Daynes, der die Partei zu dieser Zeit interimsmäßig führte.
Paulson begann seine politische Karriere Ende 2009. Bei der kanadischen Unterhauswahl 2011 kandidierte er für den Wahlbezirk Edmonton Centre, konnte mit 0,59 % der Wählerstimmen aber keinen Sitz erzielen.
Er arbeitet als Webentwickler bei TP1 und lebt in Montreal.